# 小行星11360
小行星11360（11360 Formigine）是一颗绕太阳运转的小行星，为主小行星带小行星。该小行星于1998年2月24日发现。

## 轨道参数
小行星11360的轨道半长轴为2.4066461 UA，离心率为0.132。